# Respuesta marítima tras los atentados del 11 de septiembre

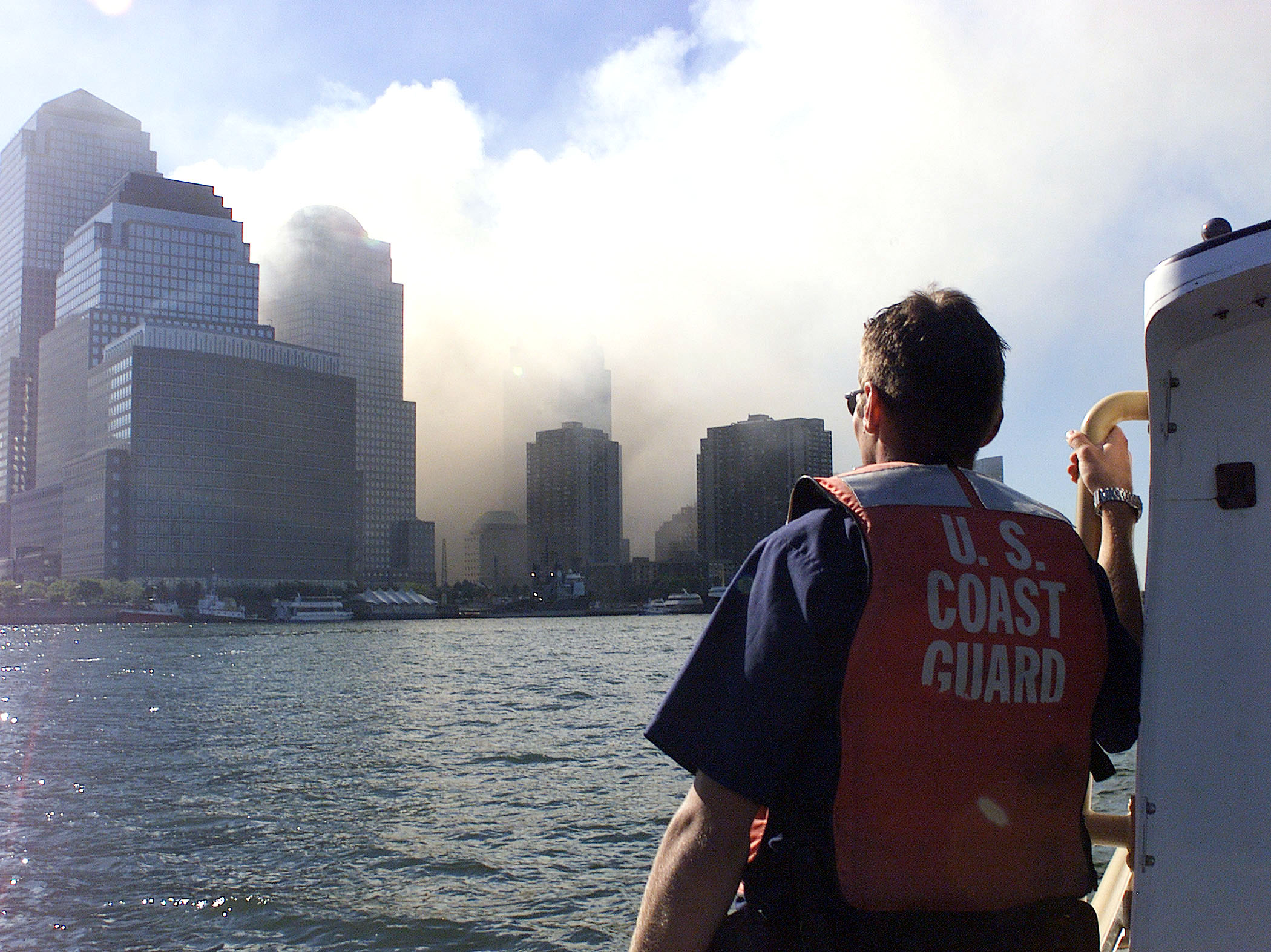
Guardacostas estadounidenses patrullando el puerto de Nueva York, con la zona de impacto del World Trade Center a la vista, el 11 de septiembre de 2001.

Durante y después de los atentados del 11 de septiembre en Nueva York, muchas personas no pudieron salir del Bajo Manhattan debido al cierre de puentes y túneles y de los medios de transporte. Pocos minutos después de que el vuelo 11 de American Airlines impactara contra la Torre Norte, varios barcos de bomberos del Departamento de Bomberos de Nueva York acudieron al lugar de los hechos. La Guardia Costera de Estados Unidos coordinó un gran convoy de buques mercantes, remolcadores y transbordadores para evacuar a las víctimas varadas y heridas.
Más de 150 buques diferentes y 600 marineros ayudaron a evacuar a las víctimas y entregaron suministros en los días posteriores a los atentados. Según el Comandante de la Guardia Costera, James Loy, la evacuación masiva de más de 500 000 civiles tras los atentados "desplazó a más gente de la isla que la evacuación de las tropas aliadas de Francia en 1940".

## Trasfondo
Tras el impacto del segundo avión, el vuelo 175 de United Airlines que se estrelló contra la Torre Sur, la Autoridad Portuaria de Nueva York y Nueva Jersey cerró todos los puentes y túneles bajo su jurisdicción. La MTA Bridges and Tunnels también cerró sus pasos hacia Manhattan durante al menos un día después de los atentados. Como consecuencia, muchas personas se quedaron varadas en el Bajo Manhattan o intentaron evacuar a través de los pasos del East River, como el puente de Brooklyn.
El sector de Nueva York de la Guardia Costera de Estados Unidos cerró el puerto de Nueva York a todos los movimientos de barcos. Tras el derrumbe de la Torre Sur, muchos evacuados empezaron a llegar a los muelles del bajo río Hudson para intentar ser evacuadas.

## Evacuación marítima
Según los primeros informes sobre la evacuación, un gran número de personas, entre 500 000 y 1 millón, fueron evacuadas en barco, y se cree que el número más cercano fue de unas 270 000 personas. Se utilizaron entre 130 y 150 embarcaciones, desde transbordadores de Staten Island con capacidad para 6 000 personas hasta lanchas neumáticas con capacidad para dos o tres pasajeros.

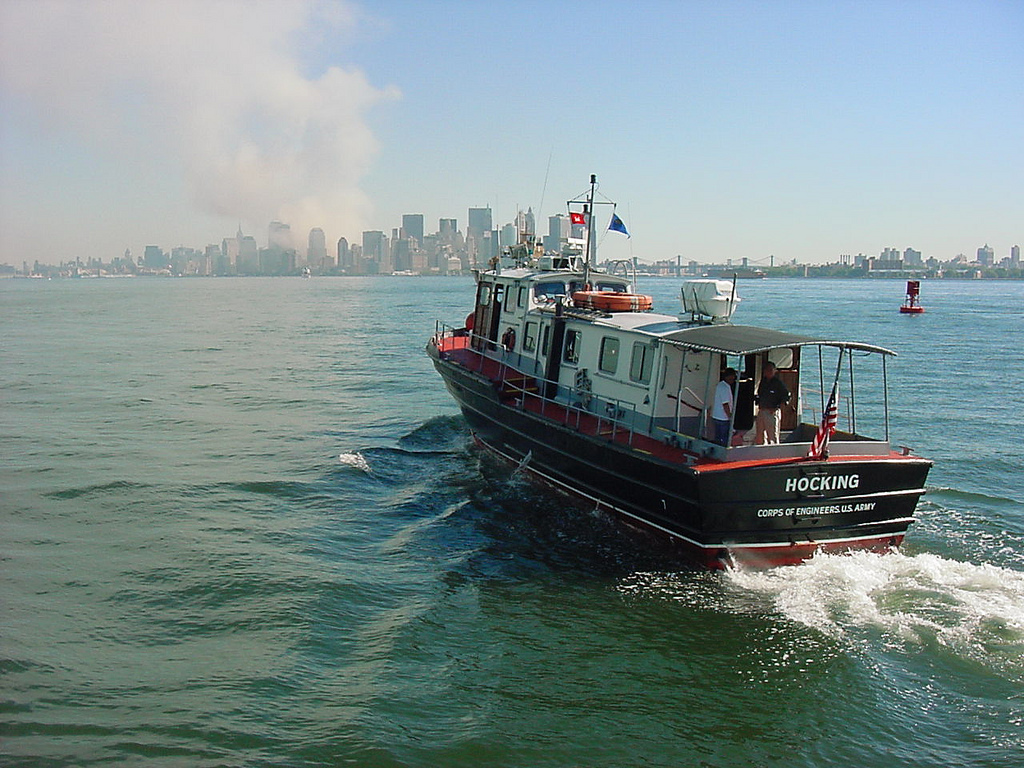
Patrullera Hocking del Cuerpo de Ingenieros del Ejército de los Estados Unidos en ruta para prestar asistencia en la zona del World Trade Center la tarde de los atentados.

### La Guardia Costera y la respuesta del gobierno
El Servicio de Tráfico Marítimo de la Guardia Costera de los Estados Unidos y la Unidad Portuaria del Departamento de Policía de Nueva York realizaron llamadas de emergencia por radio a todas las embarcaciones cercanas para que ayudaran a evacuar Battery Park. Además de la coordinación de embarcaciones, la Guardia Costera prestó asistencia en el vertedero Fresh Kills y en el Bajo Manhattan con restos humanos y operaciones de recuperación de propiedades. Entre los buques de la Guardia Costera de los Estados Unidos que respondieron se encontraban los cúteres USCGC Katherine Walker, USCGC Adak y USCGC Tahoma.
Tras los ataques a las torres del World Trade Center el 11 de septiembre de 2001, el remolcador de la Guardia Costera USCGC Hawser, con base en Bayonne (Nueva Jersey), fue el primero en llegar al puerto de Nueva York y actuó como Comandante en la escena. El Adak llegó al lugar una hora más tarde y asumió las responsabilidades de comandante. Durante horas, Adak coordinó la evacuación de civiles, el transporte de bomberos y personal de rescate y el establecimiento de zonas de seguridad para proteger otros bienes de gran valor de nuevos ataques. Por su participación en la respuesta a los atentados, Adak recibió el Premio a la Unidad Sobresaliente de la Secretaría de Transportes.
Varios barcos de bomberos del Departamento de Bomberos de la ciudad de Nueva York, entre ellos el Fire Fighter y el retirado (desde 1995) John J. Harvey, fueron de los primeros en llegar al lugar de los hechos y realizaron actividades de extinción de incendios desde el agua, bombeando agua del puerto a alta presión a las mangueras de los bomberos en tierra cuando el resto del agua escaseaba o simplemente no estaba disponible debido a las roturas en las tuberías de agua causadas por la destrucción de las torres.

## Respuesta civil
Varias líneas de transbordadores, incluidos el ferry de Staten Island y el SeaStreak, ayudaron en la evacuación. Diversas embarcaciones, incluidos remolcadores y buques mercantes del área metropolitana de Nueva York, respondieron a las llamadas de emergencia para la evacuación.

## Secuelas
Varios medios de comunicación elogiaron la coordinación marítima y la evacuación.
Norman Mineta, entonces Secretario de Transporte, afirmó en una comparecencia ante la Comisión del 11-S que la respuesta fue la "mayor evacuación marítima realizada en la historia de Estados Unidos".

## Representación en los medios de comunicación
En 2011 se editó un documental titulado Boatlift: An Untold Tale of 9/11 Resilience, en el que se detallan las historias de los tripulantes de las embarcaciones que respondieron a las evacuaciones, narrado por Tom Hanks.